# Bordoșiu, Mureș
Bordoșiu este un sat în comuna Fântânele din județul Mureș, Transilvania, România.

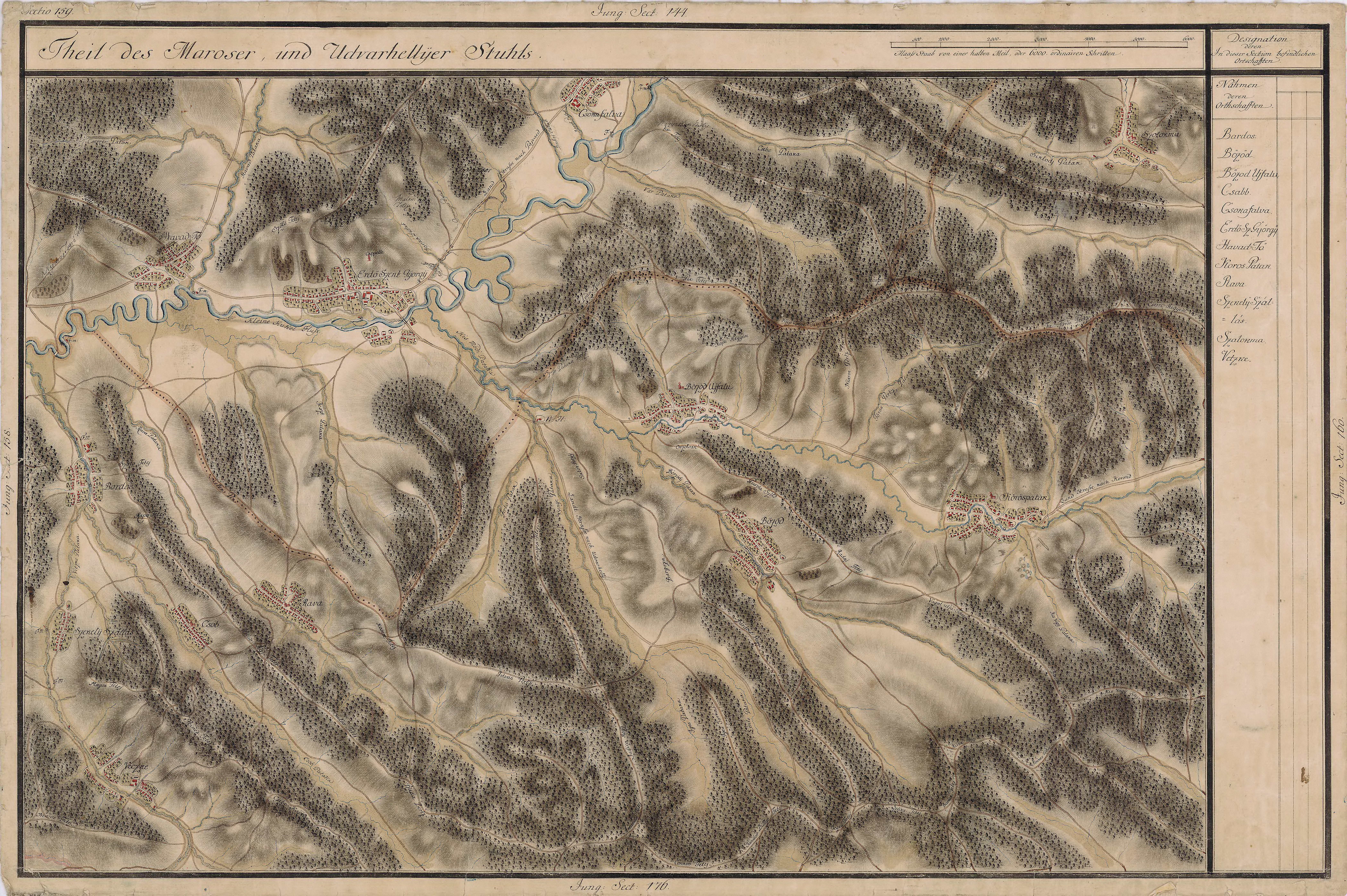
Bordoșiu pe Harta Iosefină a Transilvaniei, 1769-1773

## Obiective
- Biserica romano-catolică din Bordoșiu

## Imagini

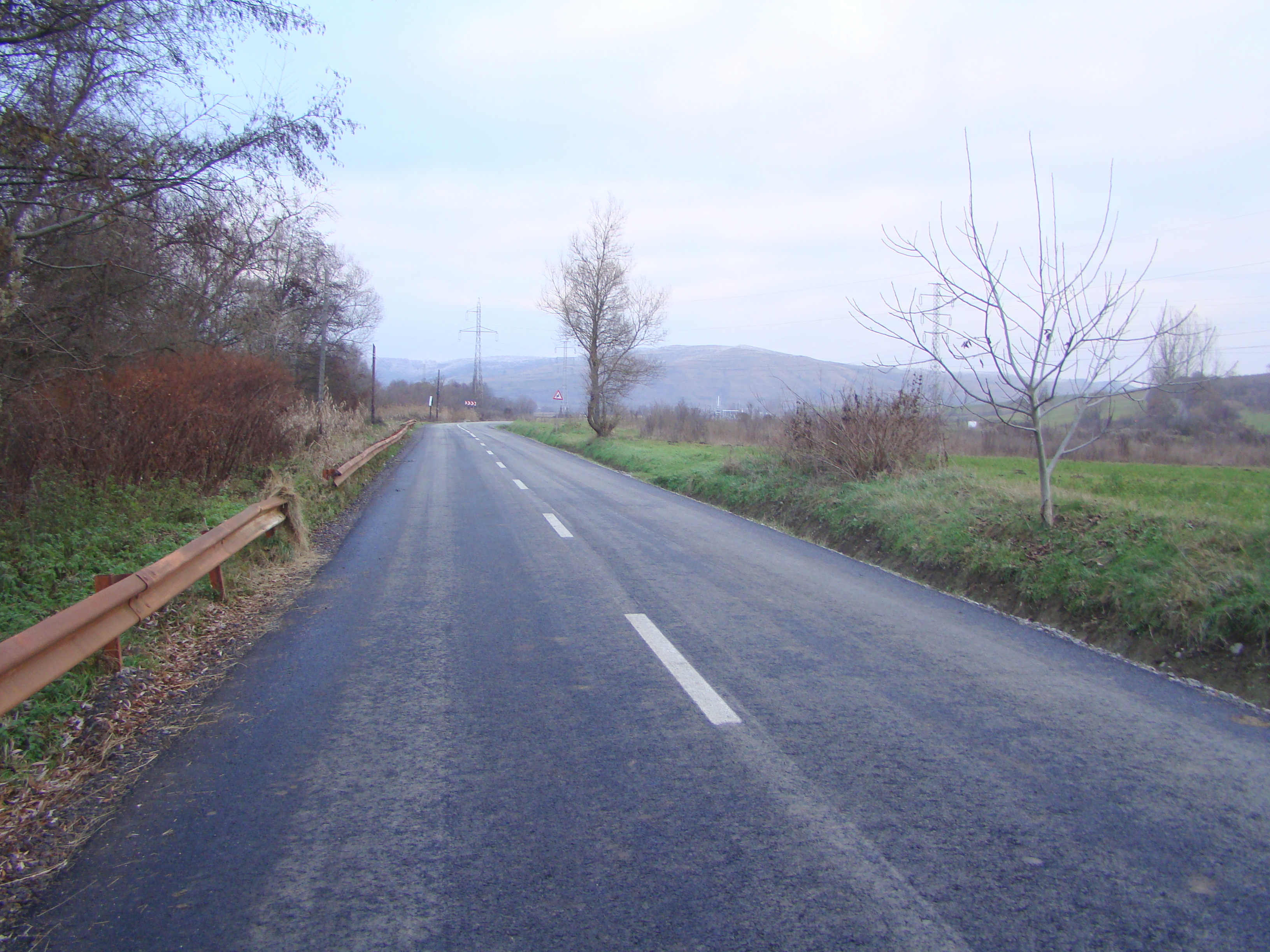
Drumul Fântânele-Bordoșiu
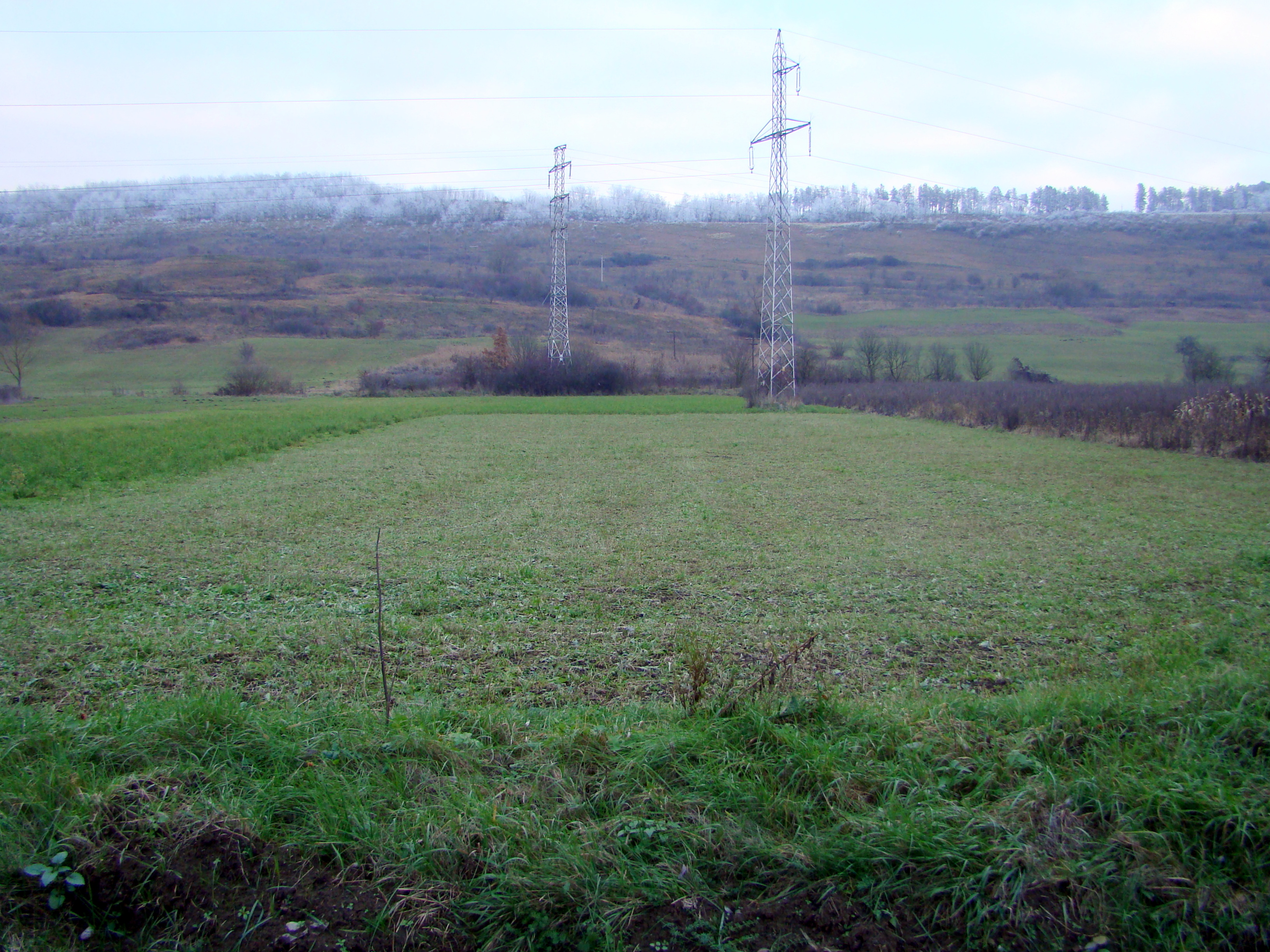
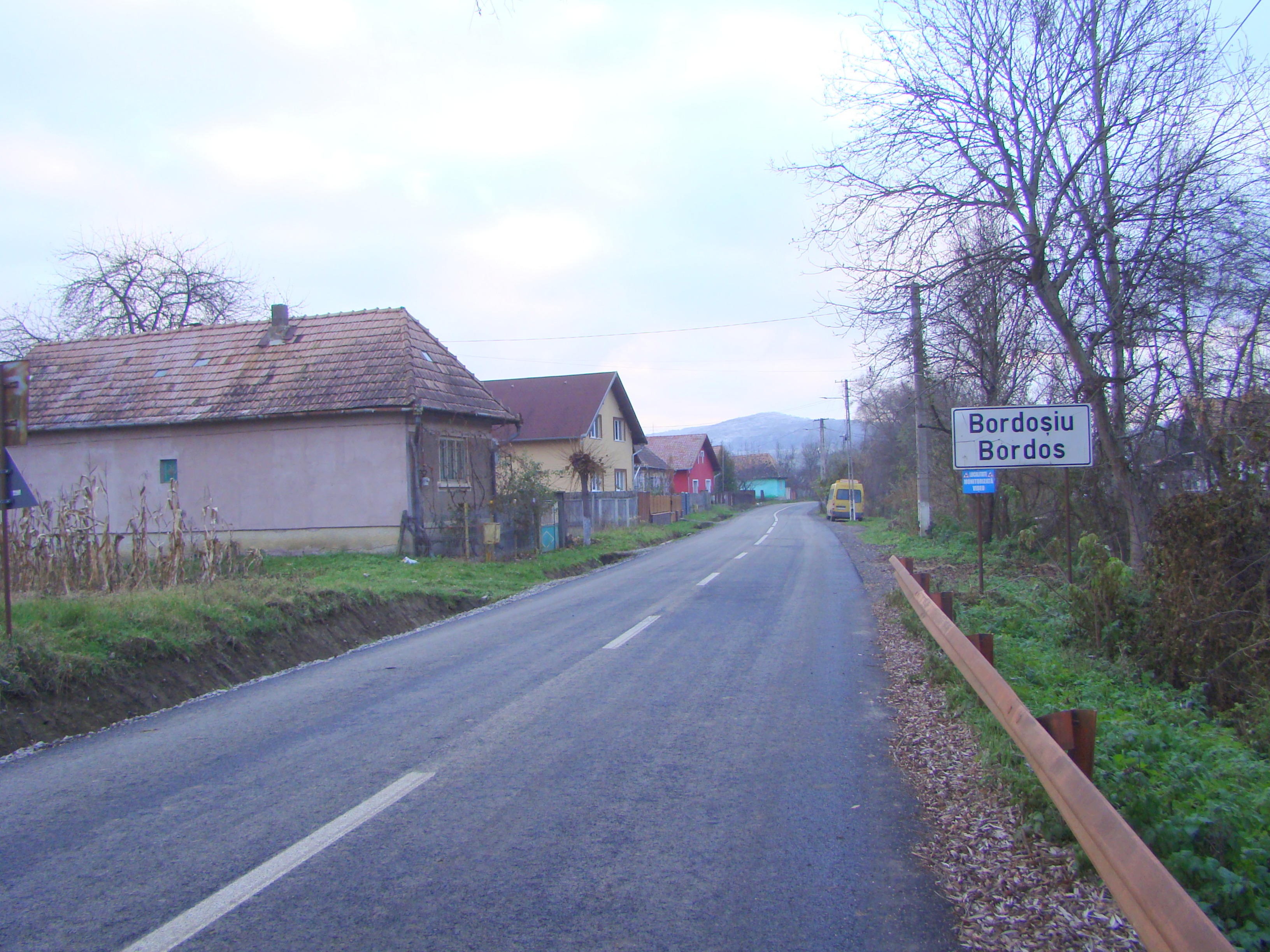
Intrarea în localitate
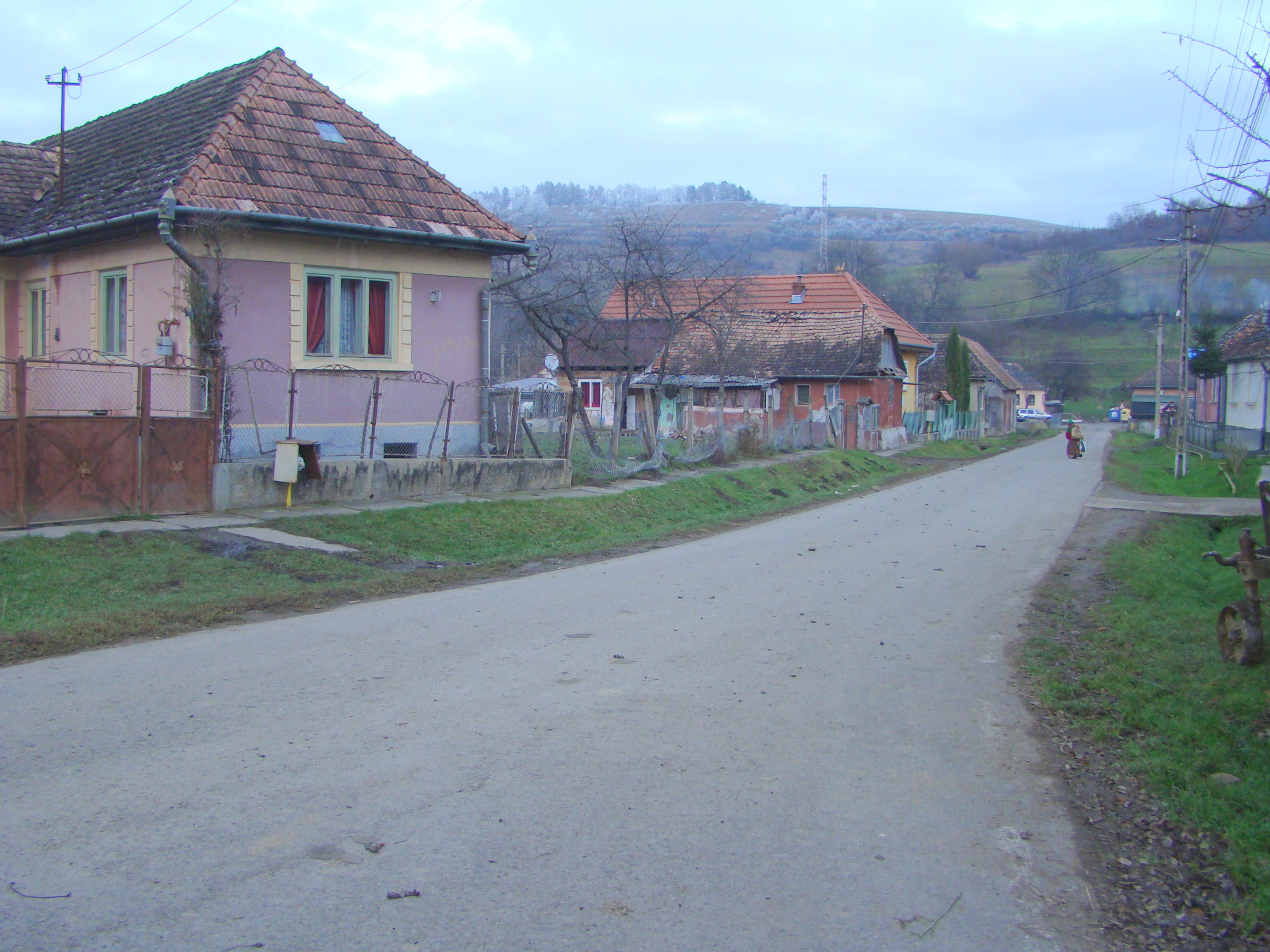
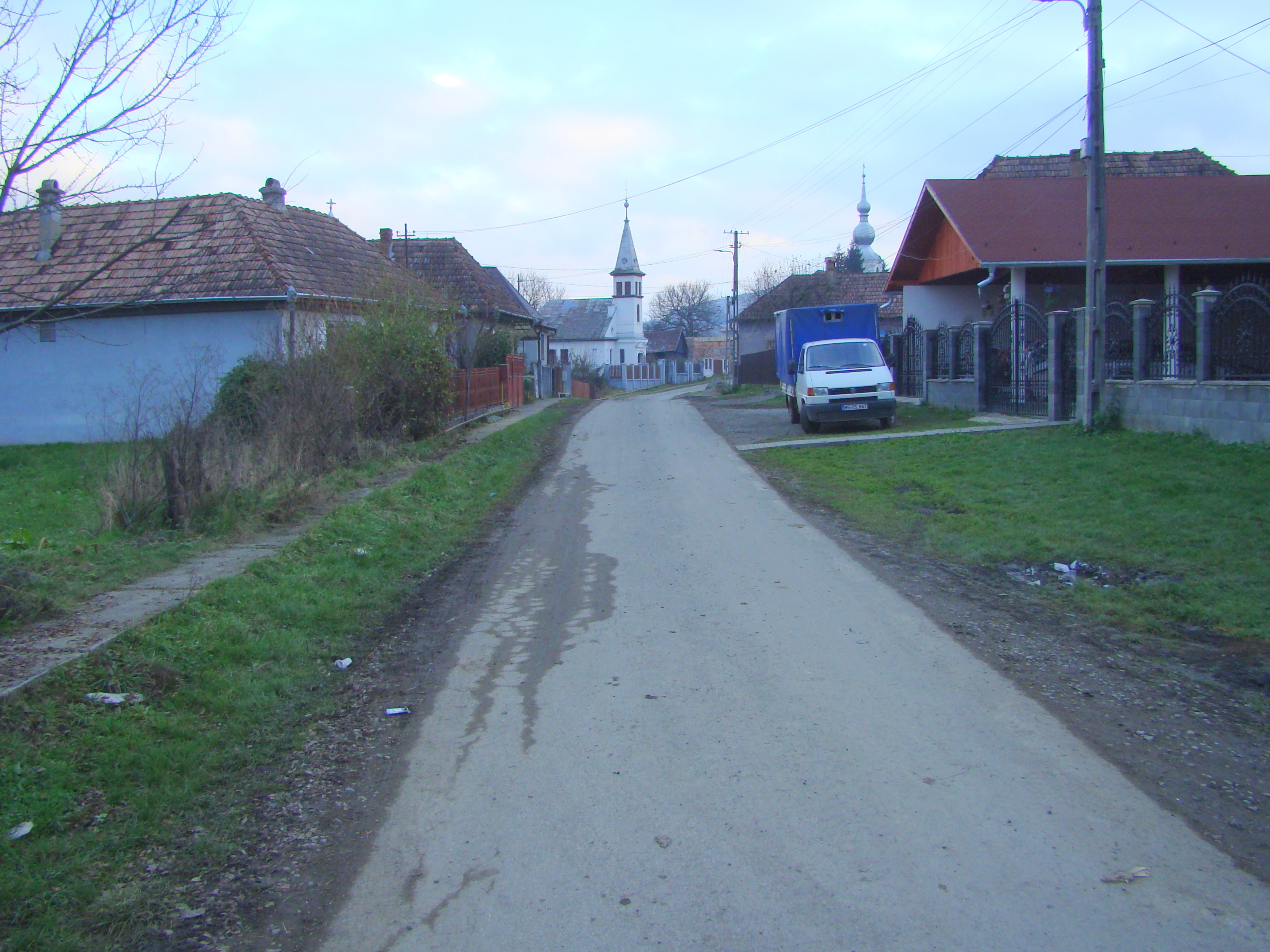
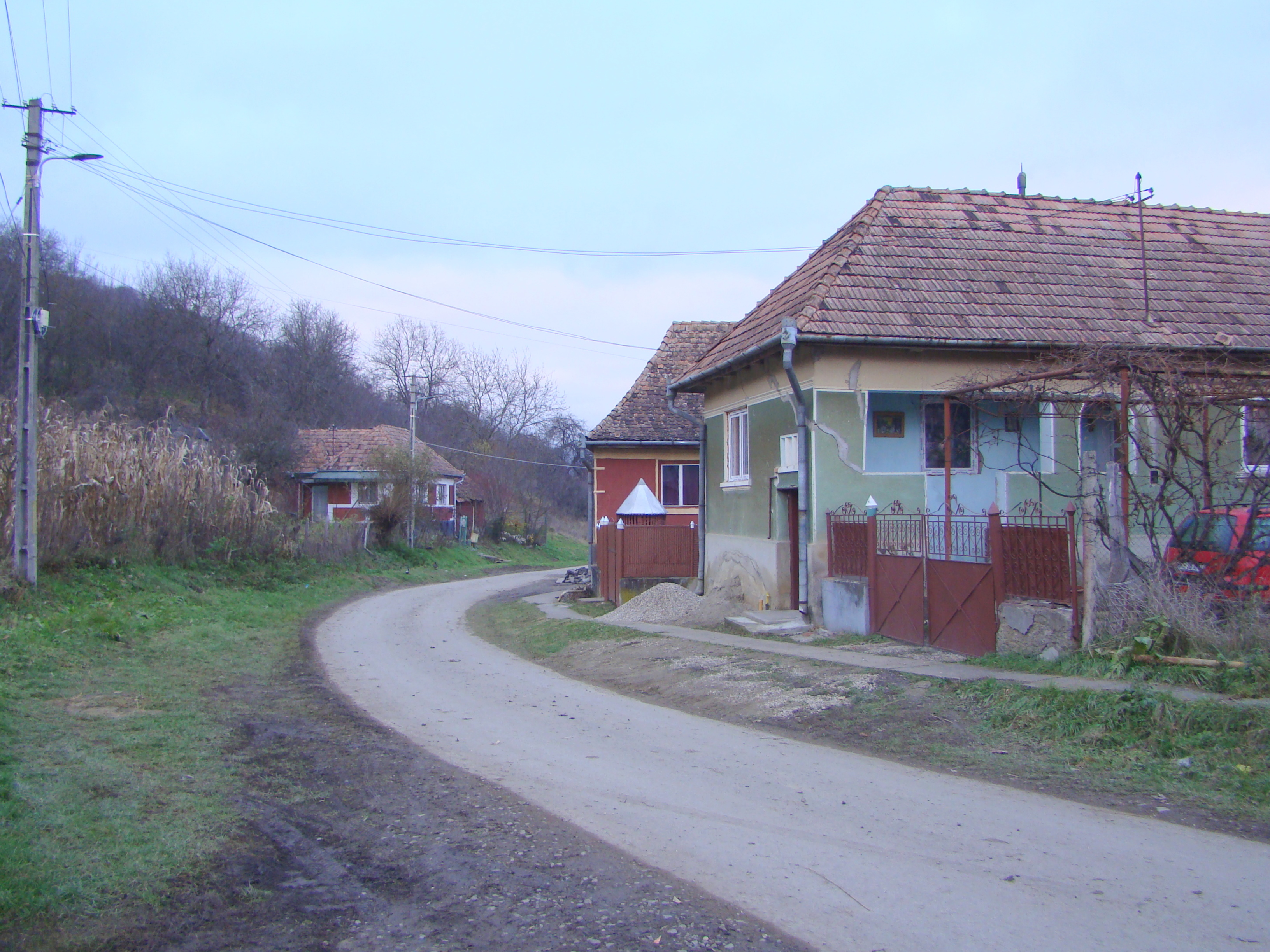
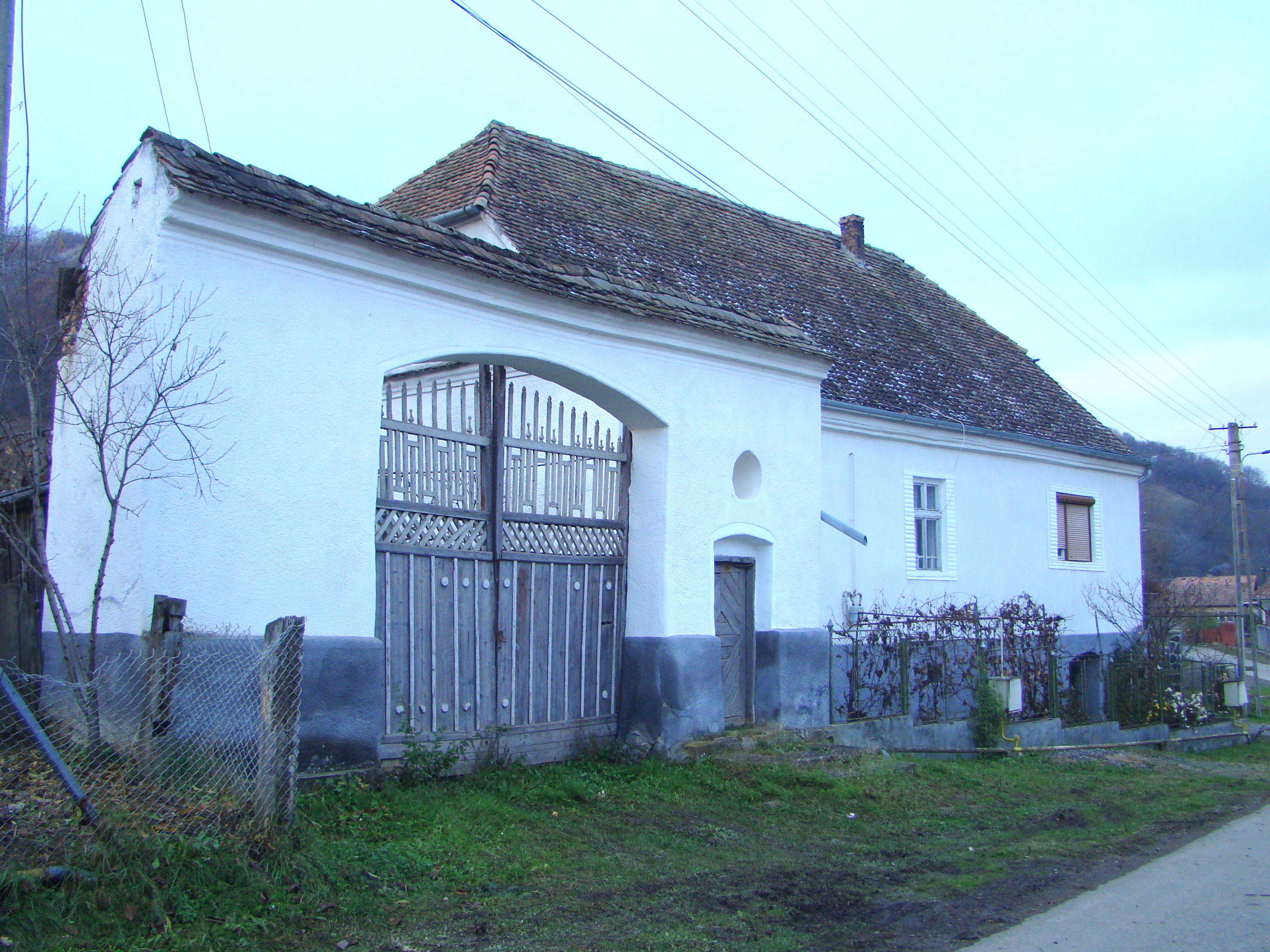
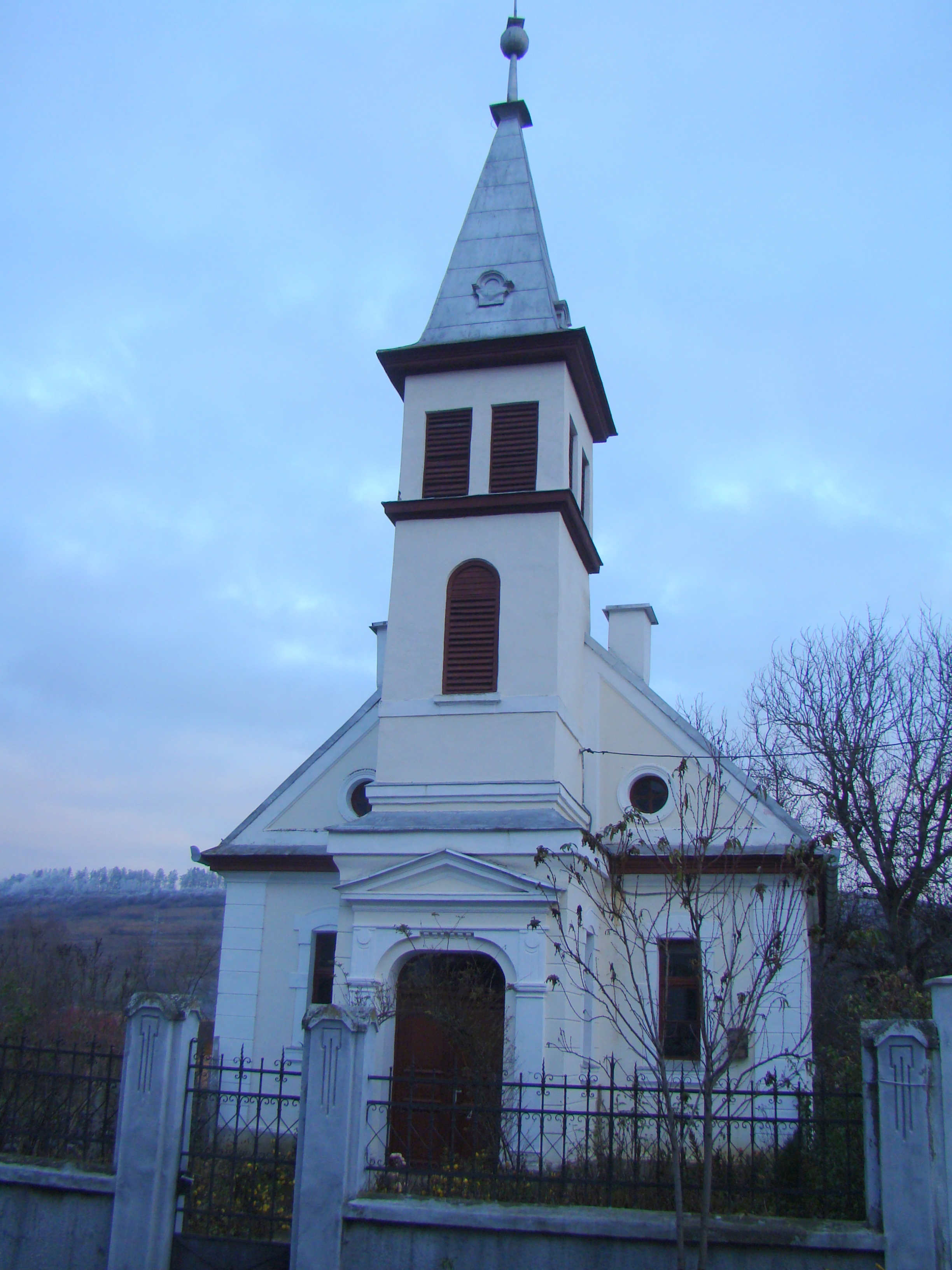
Biserica unitariană
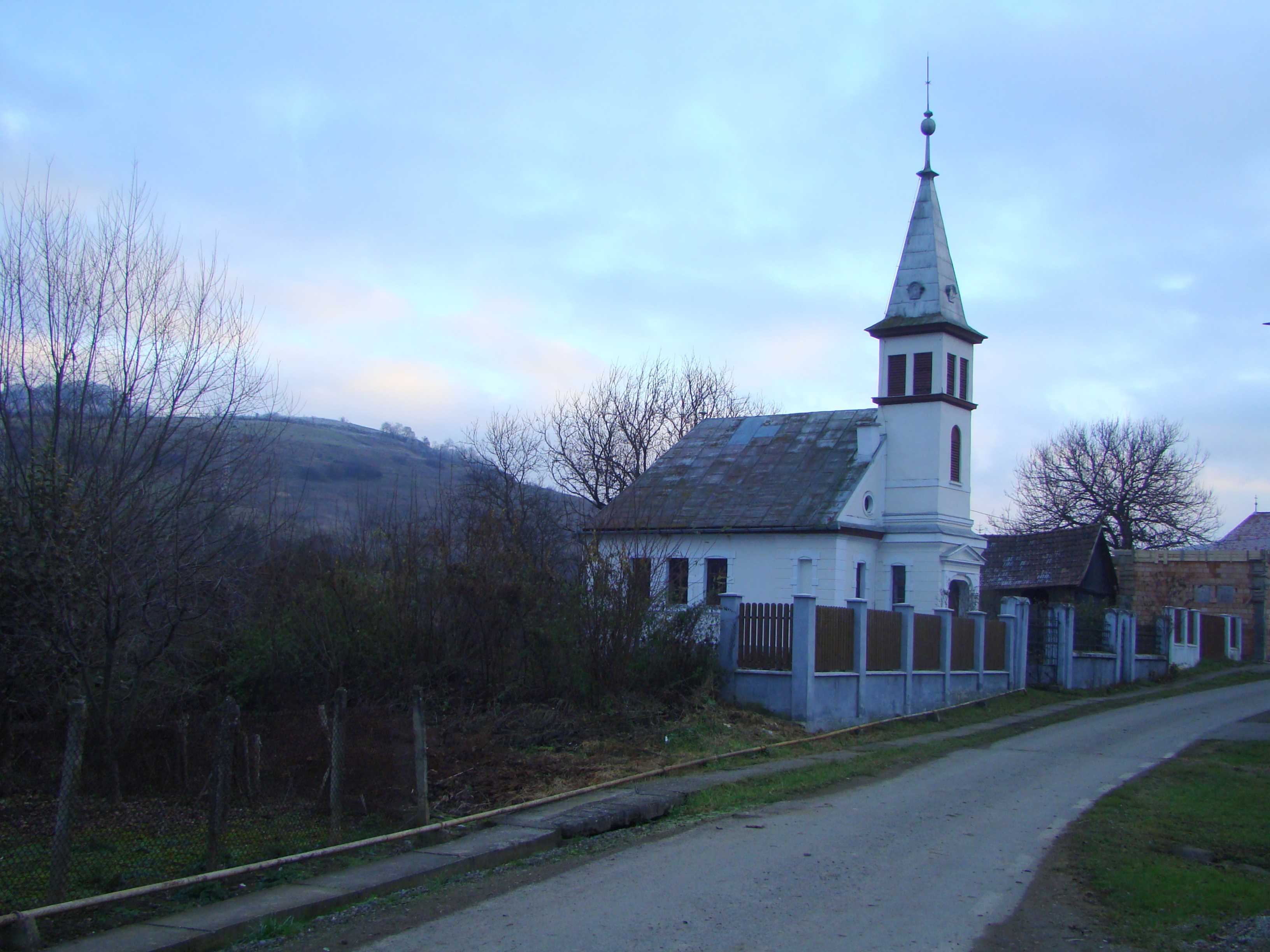
Biserica unitariană
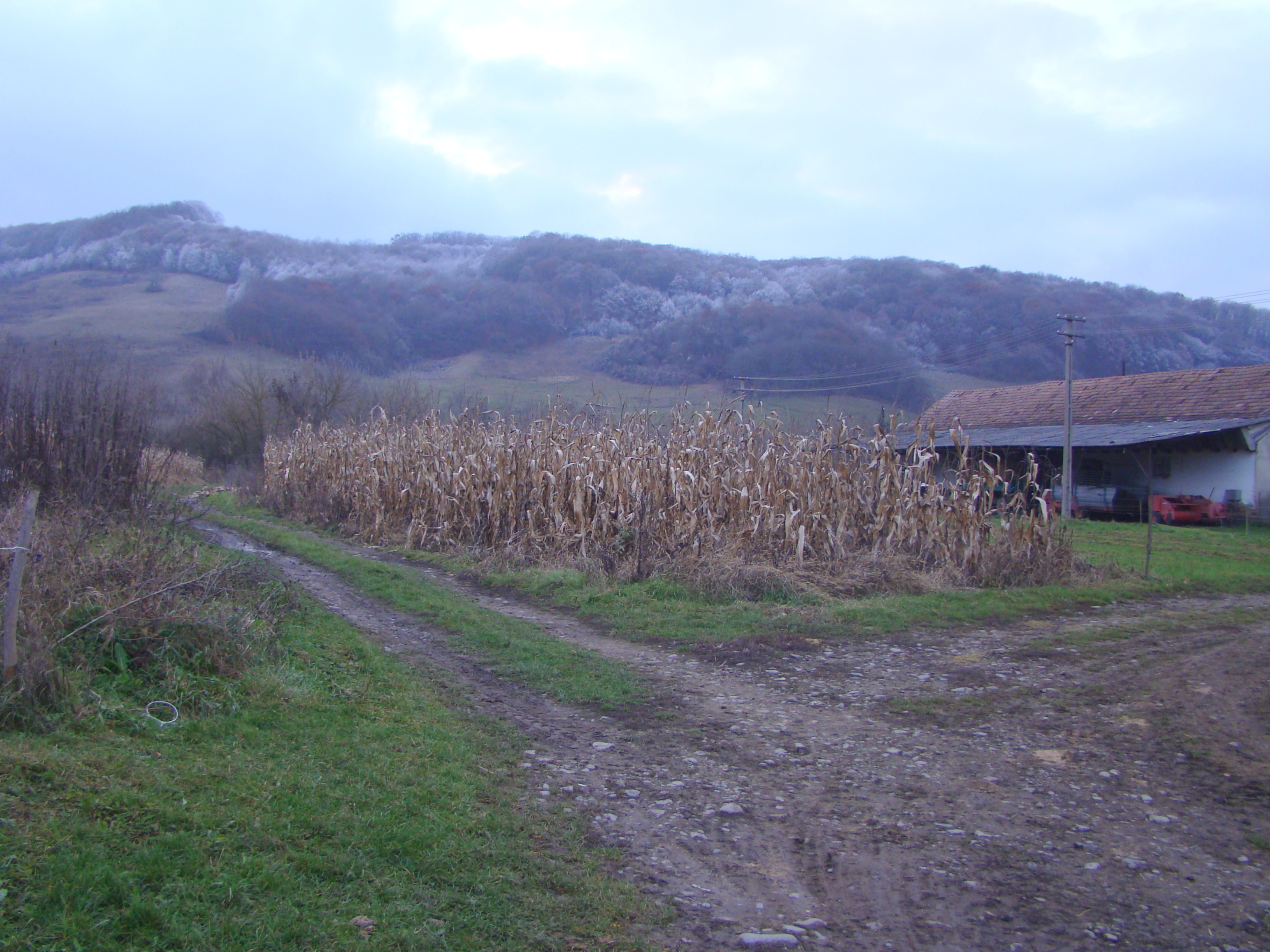
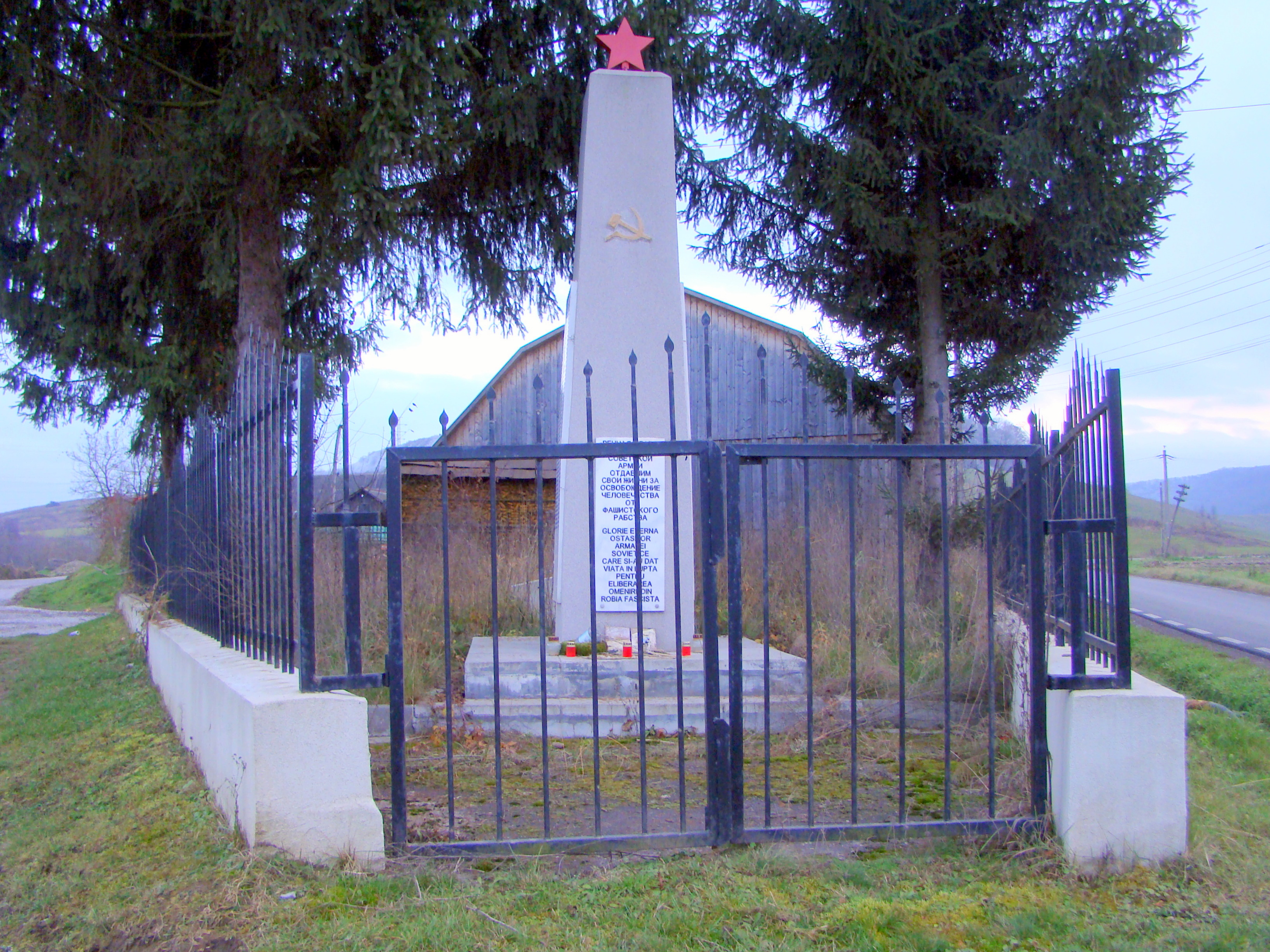
Monumentul ostașului sovietic
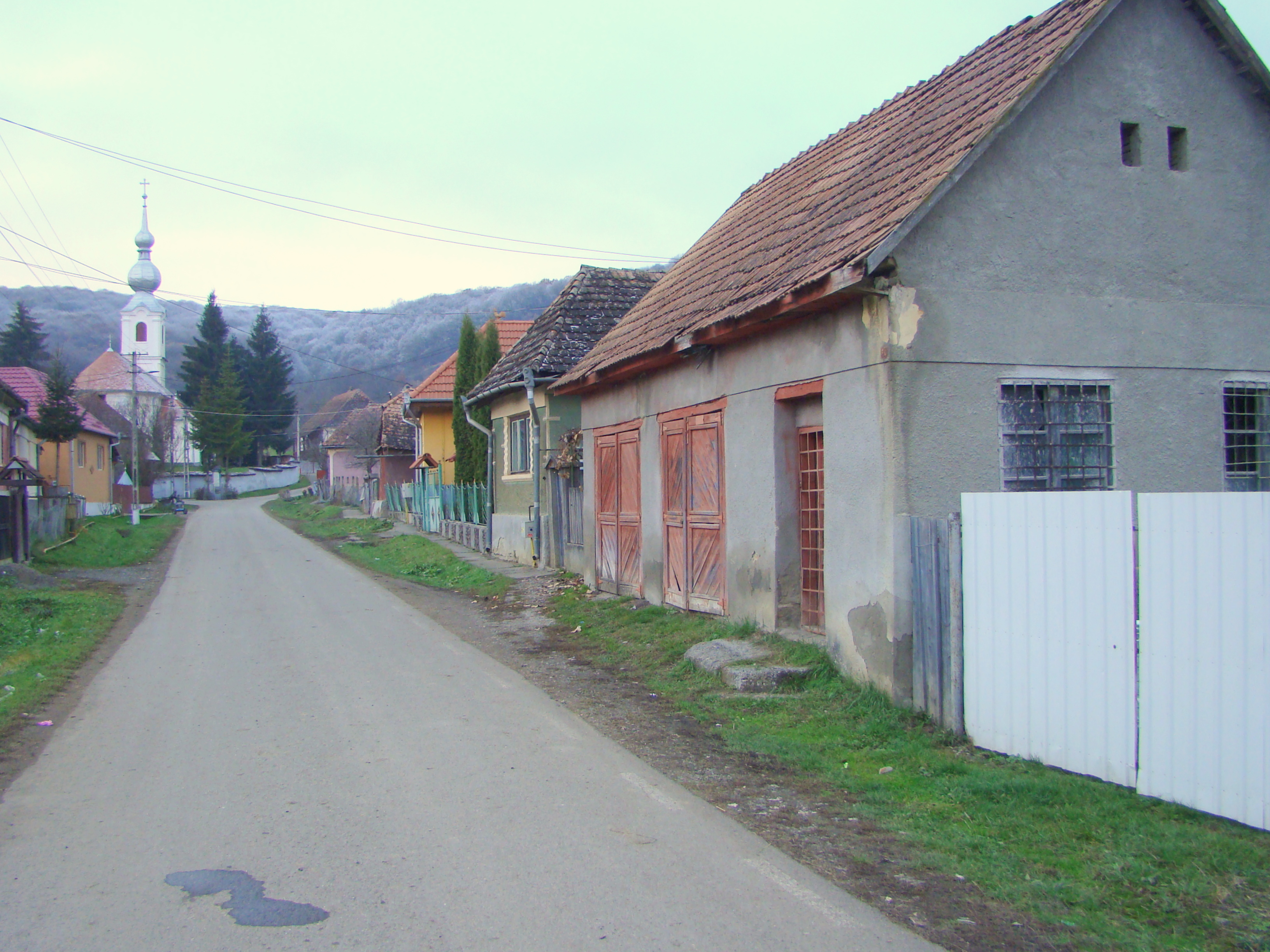
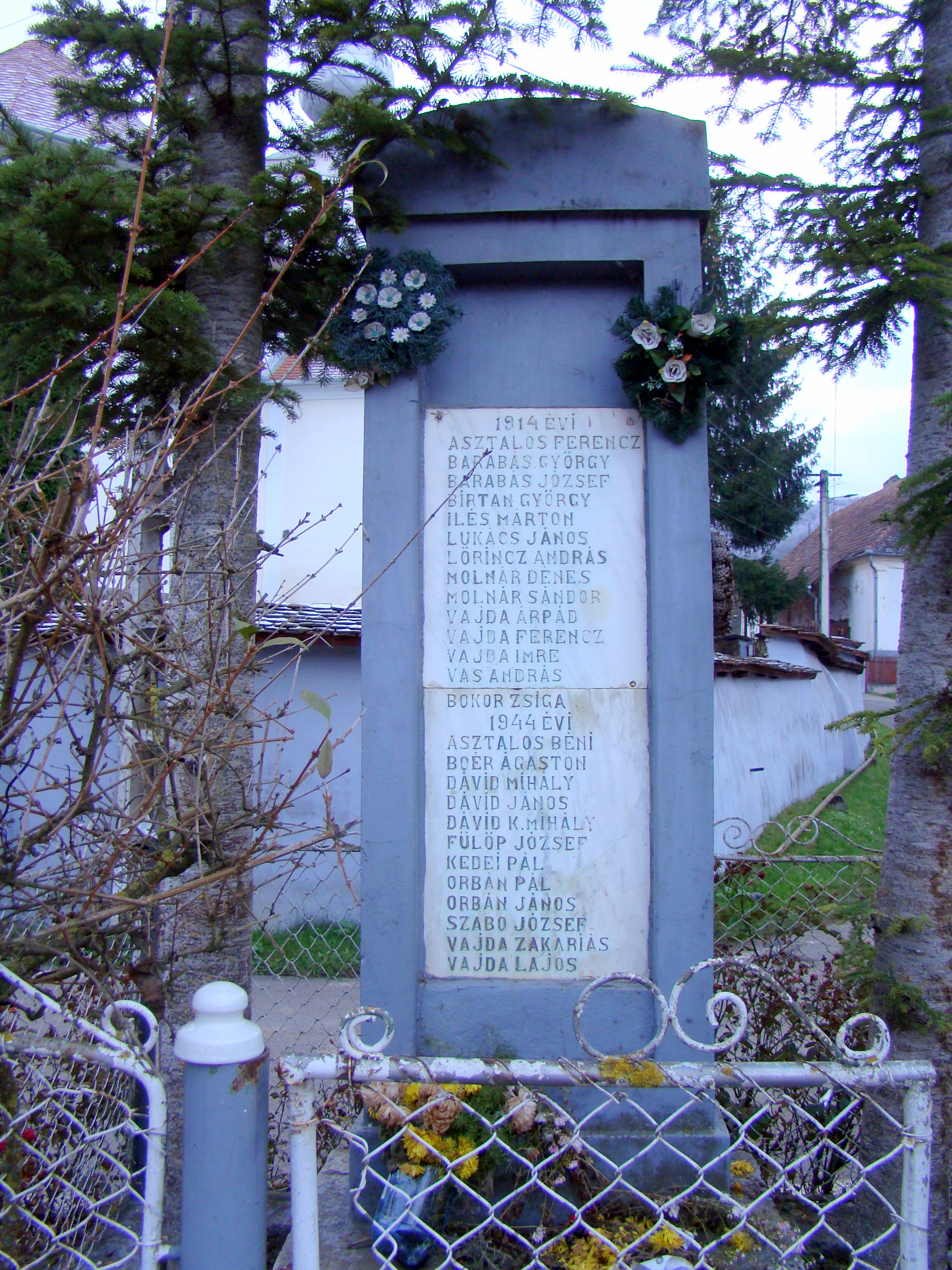
Monumentul eroilor
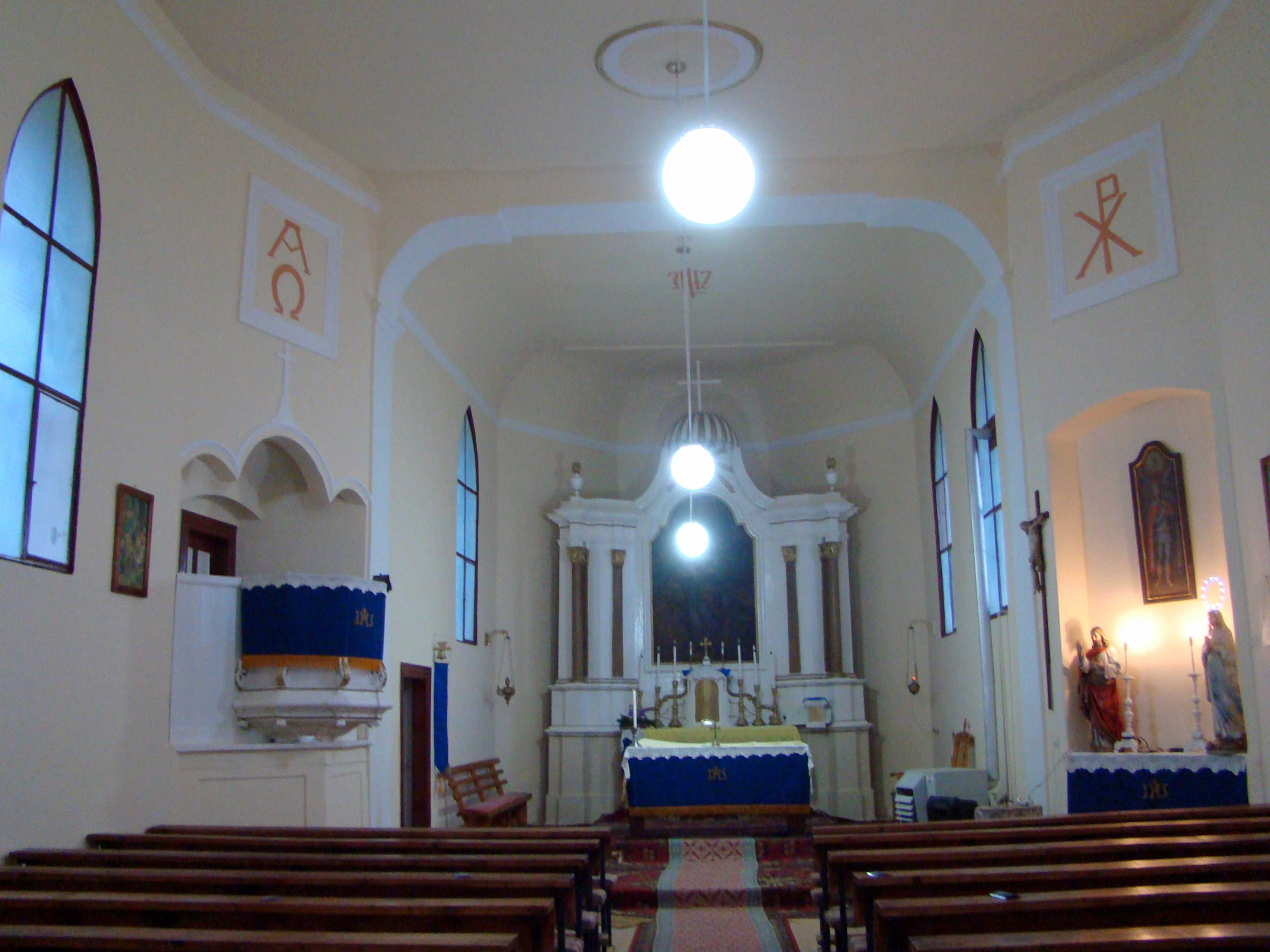
Biserica romano-catolică (monument istoric)
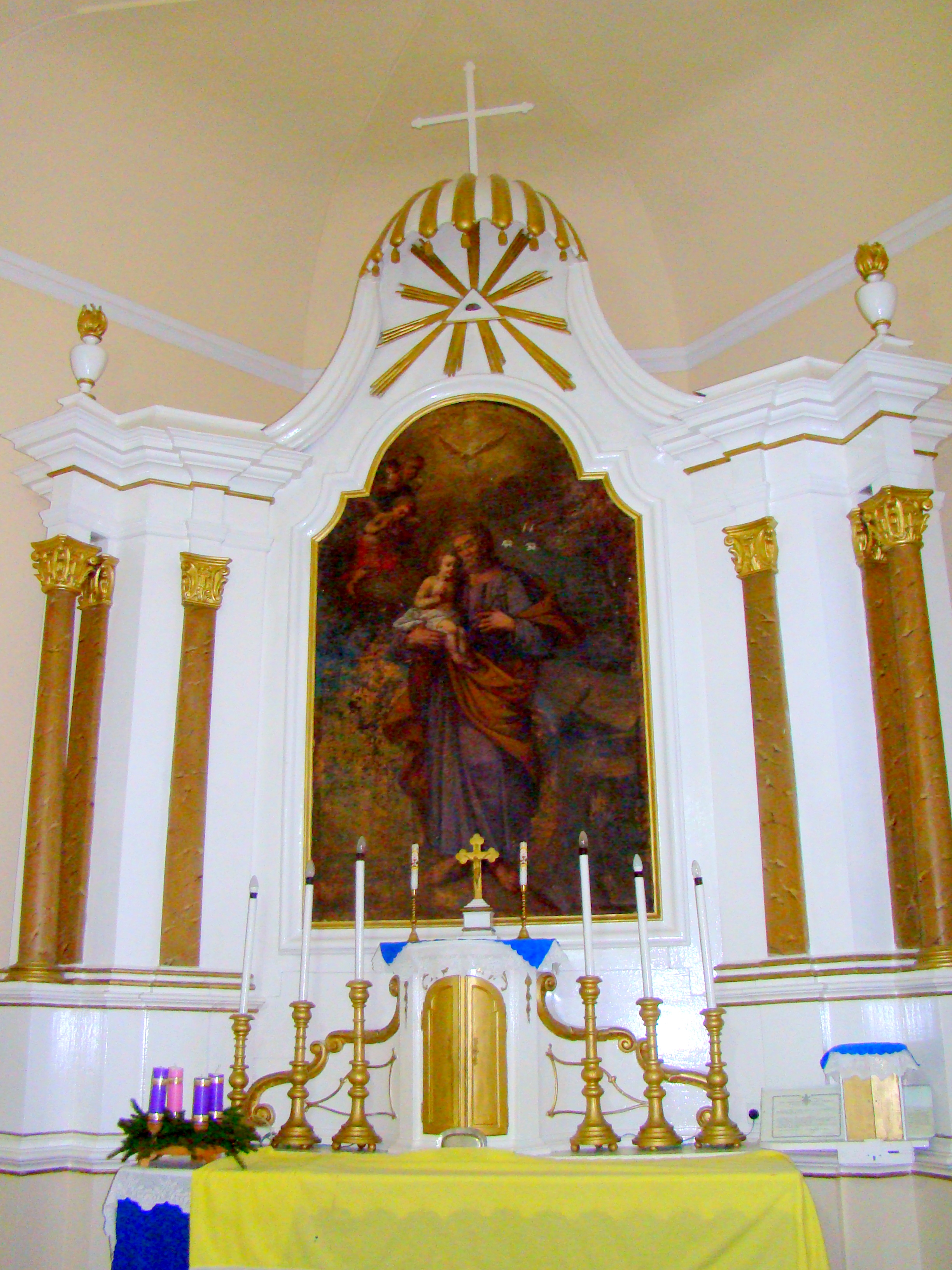
Altarul principal
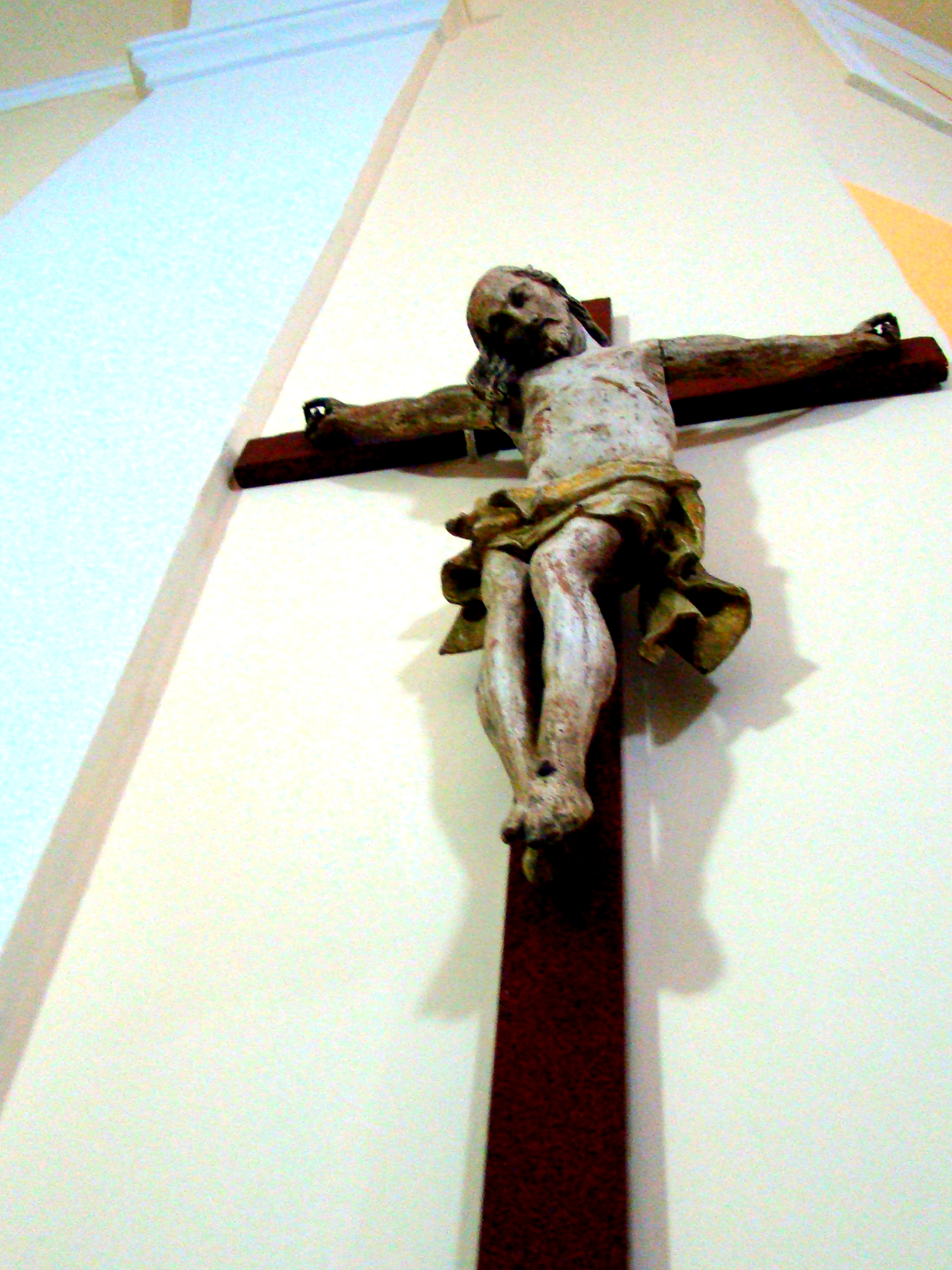
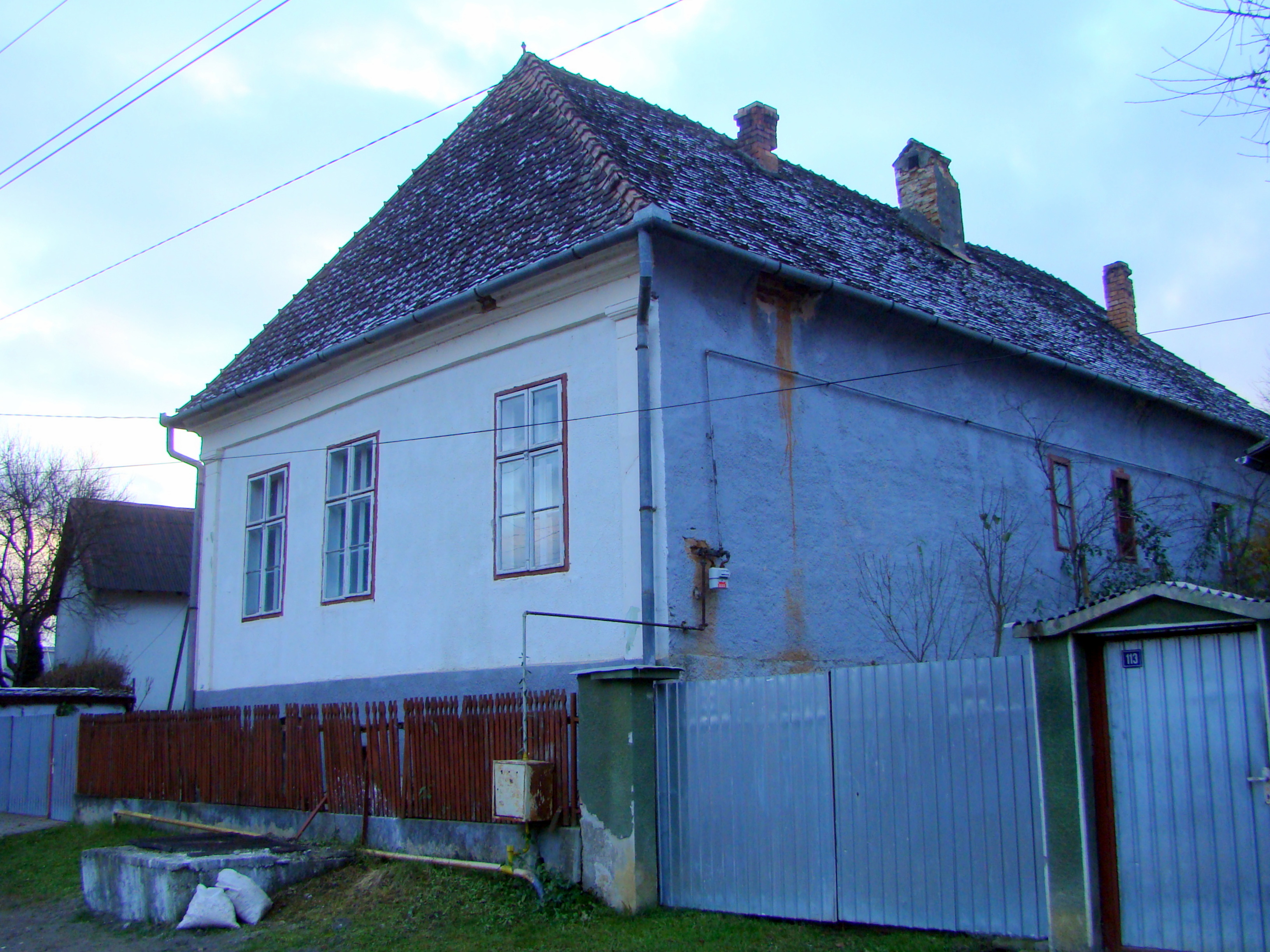
Fosta casă parohială a bisericii romano-catolice, confiscată de comuniști (monument istoric)
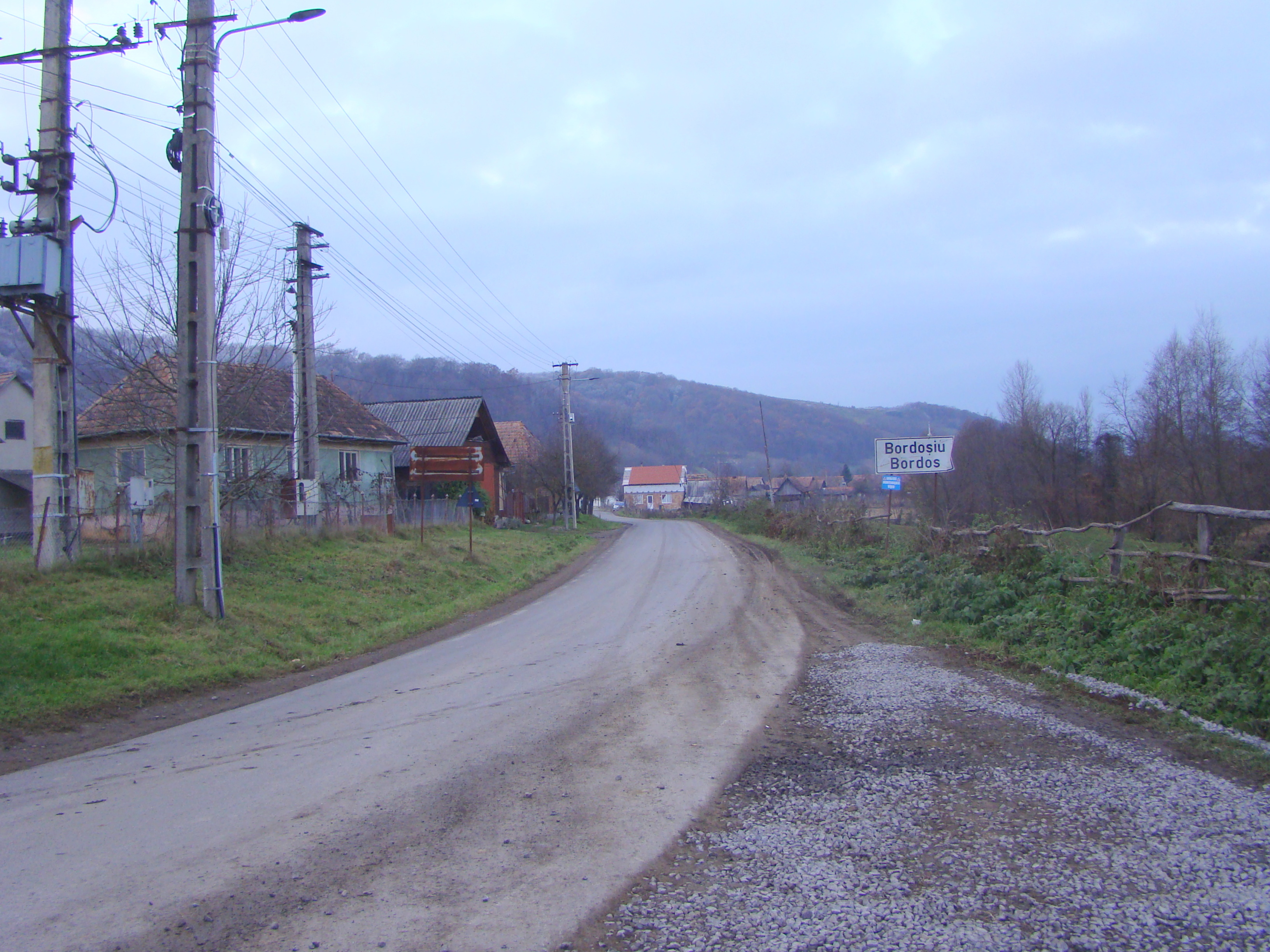
Intrarea în localitate dinspre Cibu